# Orkester Slovenske vojske (album)
#1: Orkester Slovenske vojske je album Orkestra Slovenske vojske, ki je izšel na glasbeni CD plošči leta 1999 pri založbi ZKP RTV Slovenija.

## Vsebina
Album vključuje posnetke iz studia Helidon (posnetka 2 in 3) in posnetke v živo z božično-novoletnih koncertov v Kulturnem centru Laško leta 1997 (posnetki 4, 5 in 8), leta 1998 (posnetek 6) ter s koncerta v dvorani Slovenske filharmonije leta 1998 (posnetki 1, 7, 9 in 10).
Priložena mu je tudi knjižica s predstavitvijo orkestra in dirigenta v štirih jezikih.

## Seznam posnetkov
| CD              | CD                                                             | CD              | CD              | CD              | CD      |
| Št.             | Naslov                                                         | Besedilo        | Glasba          | Priredba        | Dolžina |
| --------------- | -------------------------------------------------------------- | --------------- | --------------- | --------------- | ------- |
| 1.              | „Olimpijske fanfare / Olympic Fanfare & Theme‟                 |                 | J. Williams     | J. Curnow       | 4:11    |
| 2.              | „Majska suita / May Suite‟                                     |                 | J. Privšek      |                 | 10:14   |
| 3.              | „Jesensko vezenje / Autumn Embroidery‟                         |                 | B. Adamič       |                 | 6:26    |
| 4.              | „Rokovnjači / Tramps Ouverture‟ (Uvertura k ljudski spevoigri) |                 | V. Parma        | S. Dlesk        | 6:05    |
| 5.              | „Moj najdražji / Caro mio ben‟                                 |                 | G. Giordani     | H. Hogestein    | 2:41    |
| 6.              | „Tatinska sraka / La gazza ladra‟                              |                 | G. Rossini      | L. Cailliet     | 9:44    |
| 7.              | „Notredamski zvonar / The Hunchback of Notre Dame‟             |                 | A. Menken       | C. Custer       | 10:13   |
| 8.              | „Lepotica in zver / Beauty & The Beast‟                        | H. Ashman       | A. Menken       | T. Mashima      | 7:47    |
| 9.              | „Nor sem nate / Crazy For You‟                                 | I. Gershwin     | G. Gershwin     | J. Brubaker     | 4:13    |
| 10.             | „Zgodba z zahodne strani / West Side Story‟                    |                 | L. Bernstein    | N. Iwai         | 6:40    |
| Skupna dolžina: | Skupna dolžina:                                                | Skupna dolžina: | Skupna dolžina: | Skupna dolžina: | 68:55   |

## Sodelujoči

### Orkester Slovenske vojske / Slovenian Armed Forces Band / Orchester der Slowenischen Armee / Banda de las Fuerzas Armadas de Eslovenia
- Franc Rizmal – dirigent
- Aljoša Deferri – koncertni mojster

### Pevka
- Dušanka Simonović – sopran na posnetku 5

### Produkcija
- Ivo Umek – urednik
- Dečo Žgur – producent
- Dare Novak – tonski mojster
- Miran Kazafura – tonski mojster
- Studio Martin – mastering
- Trias WTC Group – oblikovanje
- Egon Kaše – fotografije